# Harold Hardwick

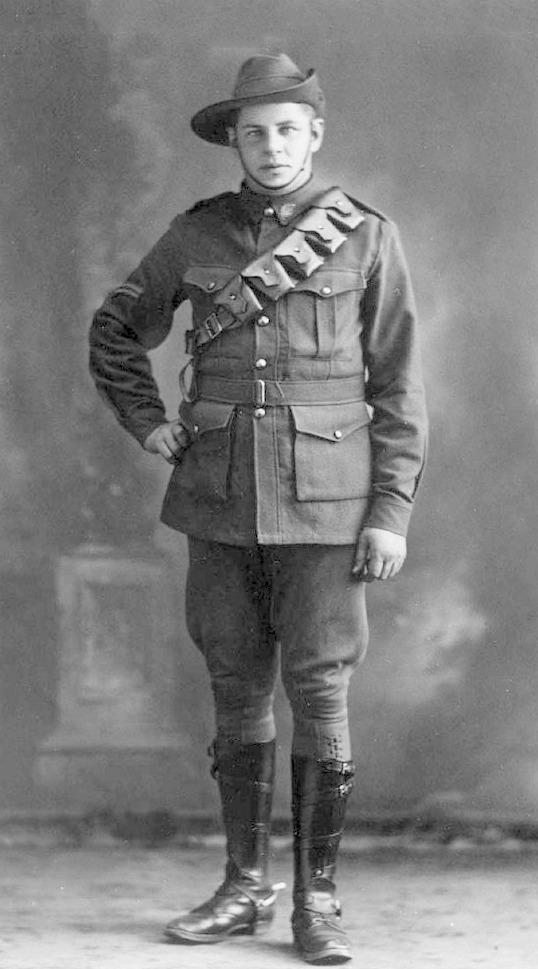
Harold Hardwick, 1919

Harold Hardwick (né le 14 décembre 1888 et décédé le 22 février 1959) était un nageur australien.

## Jeux olympiques
- Jeux olympiques d'été de 1912 à Stockholm 
  -  Médaille d'or en relais 4 × 200m libre.
  -  Médaille de bronze sur 400m libre.
  -  Médaille de bronze sur 1500m libre.